# Rhinella veraguensis
Rhinella veraguensis es una especie de anfibio anuro de la familia Bufonidae.

## Distribución geográfica
Esta especie habita entre los 500 y los 2100 m de altitud en la Cordillera Oriental:
- en Bolivia, en los departamentos de La Paz, Cochabamba, Santa Cruz y Chuquisaca;
- en Perú, en las regiones de Cusco y Ayacucho.[4]

## Descripción
Rhinella veraguensis tiene una parte posterior gris manchada, rayada y una parte inferior ventral rojiza.

## Etimología
Su nombre de especie, compuesto por veragu[a] y el sufijo latín -ensis, significa "que vive, que habita", y le fue dado en referencia al lugar de su descubrimiento, la Provincia de Veraguas en la República de Nueva Granada. Es probable, de acuerdo con Savage en 1969, que el tipo de esta especie en realidad provenga de Bolivia o Perú.

## Publicación original
- Schmidt, 1857 : Diagnosen neuer frösche des zoologischen cabinets zu krakau. Sitzungberichte der Mathematisch-Naturwissenschaftlichen Classe der Kaiserlichen Akademie der Wissenschaften, vol. 24, p. 10–15[5]